# Palazzo Nauclerio
Il Palazzo Nauclerio, o anche Casa Nauclerio, è un edificio storico di Napoli ubicato in via Ventaglieri.
L'edificio appare per la prima volta in un documento datato 1699, dove si apprende che Luigi Nauclerio, ingegnere regio, diviene censuario di una casa palaziata di proprietà del Monastero dei Santi Severino e Sossio. L'intero palazzo fu ereditato successivamente dai figli Andrea, Nunzio, Nicola e Giovan Battista Nauclerio e fu abitato dalla famiglia Nauclerio fino al 1739.
Si presume che il palazzo sia stato edificato sul suolo libero appartenente al Monastero dei Santi Severino e Sossio e il progetto dell'abitazione sia di Giovan Battista. In origine il fabbricato si allineava con il prospetto laterale della chiesa di Santa Maria di Montesanto, ma successivamente, per condizioni di viabilità, è stato arretrato. 
Fu ristrutturato alla fine del XVIII secolo e trasformato in case di affitto; la trasformazione fu curata dal tavolario Nicola Schioppa e dall'architetto Nicola de Fazio. In questo periodo fu aggiunta una nuova scala ben visibile nei rilievi topografici del Real Officio Topografico.
Al contrario di altri edifici circostanti, è in buone condizioni di conservazione.